# Карельское национальное движение
Карельское национальное движение (КНД) (карел. Karjalan kanšallin liikeh, фин. Karjalan kansallinen liike; официальное название — KKL-Karjalan kansallinen liike) — общее название для двух организаций, которые отделились друг от друга в 2023 году. Организация, возглавляемая первоначальным создателем Дмитрием Кузнецовым, также известным как Митери Панфилов, называется "Stop the Occupation of Karelia", ранее оно было известно как Карельское национально-освободительное движение. Организация, возглавляемая Владиславом Нобель-Олейником, называется Karjalaini Kanšallin Liikeh ᛅ Карельское национальное движение (КНД).
Обе организации представляют собой правые карельские сепаратистские группировки, основанные в 2016 году под названием Stop the Occupation of Karelia.

## История

### Создание
Движение было основано в 2012 году под названием "Stop the Occupation of Karelia" Дмитрием Кузнецовым, её целью было обретение Карелией независимости. В 2014 году был создан вебсайт с таким же названием, который был заблокирован в 2015 году Роскомнадзором.
В 2016 году Дмитрий Кузнецов получил политическое убежище в Испании после преследования в России за сепаратизм. На момент обвинения он уже проживал в Испании более 2 лет.
Политическая активность карельских сепаратистов вновь стало активным после начала вторжения на Украину в 2022 году, в тот же год движение получило своё современное название.
6 июня 2023 года КНД было зарегистрировано в Тарту как некоммерческая организация.
20 июня 2023 года КНД было реструктурировано после внутреннего конфликта внутри организации. Из организации был изгнан бывший лидер организации, Дмитрий Кузнецов (также известный как Митери Панфилов). 15 ноября 2023 года КНД потребовало от Кузнецова прекратить конфликт и вернуть контроль над первоначальным Telegram-каналом.
В мае 2024 года Минюст России признал движение и/или организацию «КKL — Stop Occupation of Karelia» нежелательными.
25 июля 2024 года КНД попало в перечень общественных объединений, запрещённых в России с формулировкой "сепаратизм".

### Деятельность
КНД стало членом Форума свободных народов пост-России и выступало в здании Европарламента в 2023 году. В организацию начали вступать новые члены, многие из которых являлись представителями различных идеологий.
В 2022 году КНД пыталось составить дружелюбные контакты с финской организацией Карельский союз, которая представляет интересы карелов и финнов, и их предков, которые были эвакуированы из финской Карелии после Зимней войны.
В конце 2022 года в организации насчитывалось 25 сотрудников.
С декабря 2022 года активно сотрудничает с поморской сепаратистской организацией Поморьска Слобода, совместно разрабатывая планы построения независимых государств и организации национальных автономий. КНД также пытается налаживать контакт с карельскими организациями в Республике Карелия.
9 мая 2023 года КНД стало одним из учредителей Альянса коренных народов, целью которого является реализация «полноценной суверенизации» национальных меньшинств и стран бывшего СССР от Российской Федерации.
В 2023 году КНД вступила в союз с паннфинно-угорской организацией под названием "Suur Suomen sotilat" ("Солдаты Великой Финляндии"), целью которой является разделение России на несколько финно-угорских республик. Организация Suur Suomen sotilat имеет тесные связи с консервативными финскими организациями.

## Карельская группа "Норд"

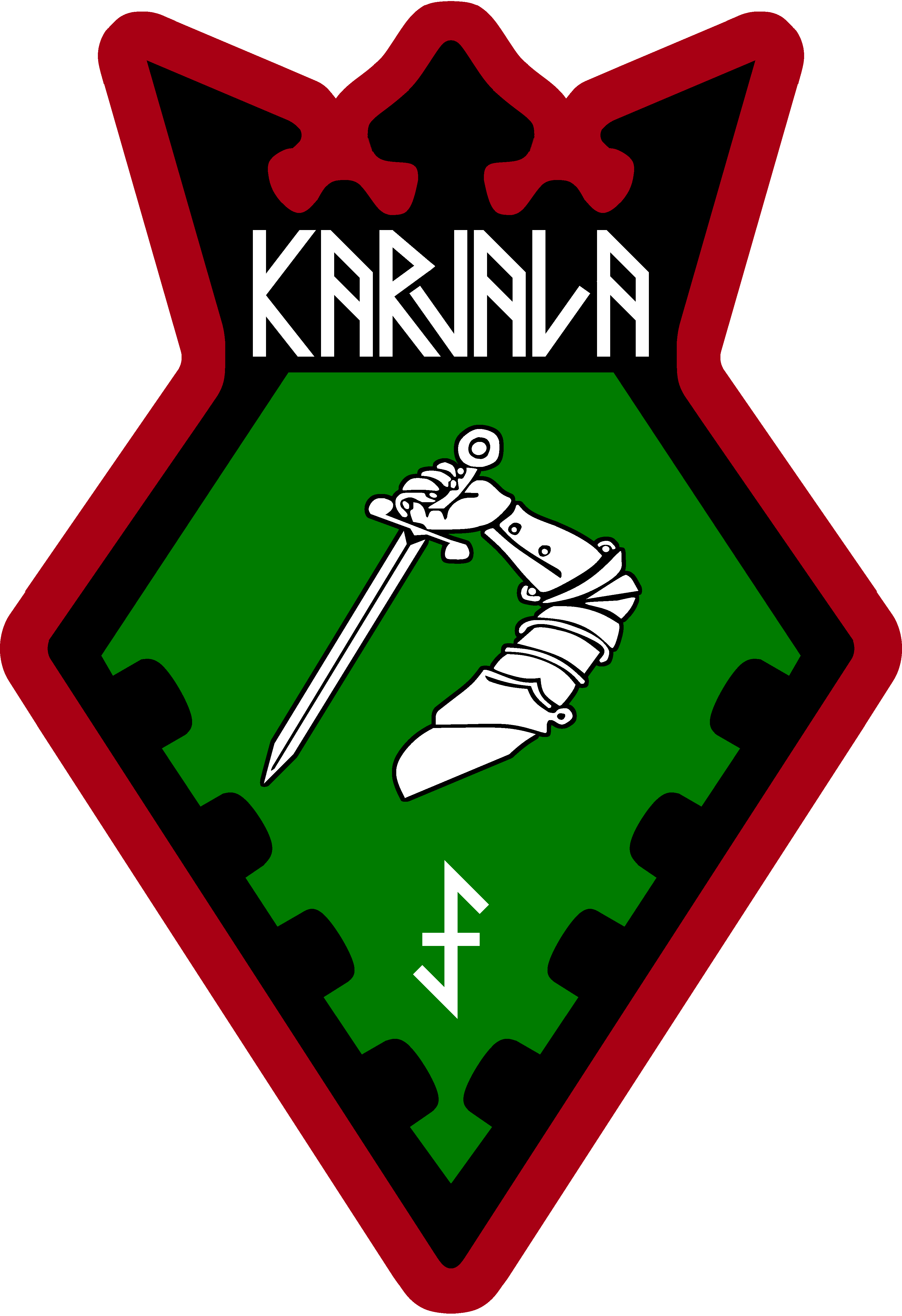
Эмблема Карельского отделения

В январе 2023 было заявлено о создании Карельского национального батальона имени Левонена в составе интернационального легиона обороны Украины. Основными требованиями для вступления являются крепкое здоровье, отсутствие проблем с алкоголем и наркотиками, приверженность «традиционным Североевропейским ценностям», стремление освободить Карелию от оккупации, желание внести вклад в победу над «террористическим» режимом Владимира Путина.
7 июня 2023 КНД временно разошлось во мнение с Карельским национальным батальоном из-за идеологических разногласий по поводу рейдов в Белгородскую область Русского добровольческого корпуса. Но вскоре организации вновь продолжили сотрудничество. Было также несколько заявлений о поддержке этнического карела Дениса Прокопенко, нынешнего командира штурмовой бригады «Азов».
На территории республики Карелия было несколько арестов лиц, пытавшихся вступить в КНБ, все они были младше 19 лет.
Финский таблоид Iltalehti также показал листовки, используемые для набора добровольцев в Карелии, на них был виден логотип Русского добровольческого корпуса, что, возможно, свидетельствует о сотрудничестве КНБ и РДК.
В конце 2023 года Карельский национальный батальон был переименован в Карельское отделение и стал частью РДК.

### Название
В октябре 2023 года батальон изменил своё название и эмблему, начав использовать новое название— "Норд". В июне 2024 года, согласно публикациям, подразделение официально сменило своё название на Карельская группа "Норд".

### Информационная война
Российская сторона считает, что организация создана для разжигания конфликтов в Карелии и создания нарратива о том, что регион хочет отделиться от России. Секретарь Совета безопасности России Николай Патрушев заявлял о вербовке жителей Карелии в «националистический» батальон зарубежными спецслужбами.
Некоторые финские политики и журналисты считают, что организация была создана российскими спецслужбами для разжигания реваншизма и национализма в Финляндии, а также преследует цель показать населению Карелии, что в Финляндии есть желание передвинуть границу на восток. Служба безопасности и разведки Финляндии считает, что движение не представляет террористической угрозы.

## Цели
Своей целью КНД ставит создание независимого национального государства для карелов, финнов, ингерманландских финнов, вепсов, поморов и кольских норвежцев. КНД также требует расширение территории Карелии за счет областей России. Движение выдвинуло территориальные претензии на Карельский перешеек и юго-восток Кольского полуострова.
КНД с насторожённостью относится к партизанской деятельности в Карелии и ожидает развития сценария по примеру Словении во время распада Югославии.
КНД также оправдывает политику Финляндии во время оккупации Карело-Финской ССР.